# أرنولد بيك
أرنولد بيك (20 يوليو 1851 - 4 أبريل 1924 في براغ) (بالإنجليزية: Arnold Pick)‏، هو طبيب نفسي تشيكي يهودي. عُرف لوصفه مرض بيك. تُوفي بسبب تسمم الدم

## روابط خارجية
- أرنولد بيك على موقع الموسوعة البريطانية (الإنجليزية)